# مردی بی‌گناه
مردی بی‌گناه (انگلیسی: An Innocent Man) یک فیلم جنایی دلهره‌آور به کارگردانی پیتر ییتس است که در سال ۱۹۸۹ منتشر شد.

## بازیگران
- تام سلک
- اف. موری آبراهام
- لیلا رابینز
- دیوید راشی
- ریچارد یونگ
- بروس ای یونگ
- دنیس بارکلی
- تاد گرف
- ام.سی. گینی
- توبین بل
- مگی بایرد